# Мене звуть Арлекіно
«Мене звуть Арлекіно» (рос. «Меня зовут Арлекино») — білоруський радянський двосерійний драматичний художній фільм, поставлений на кіностудії «Білорусьфільм» у 1988 році режисером Валерієм Рибарєвим за мотивами п'єси Юрія Щекочихіна «Пастка 46, зріст другий». Прем'єра фільму в СРСР відбулась 3 березня 1988 року.

## Сюжет
Кінець 80-х років. Молодий хлопець Андрій Савичев, на прізвисько «Арлекіно» (Олег Фомін), живе в невеликому полустанку біля залізниці, неподалік від міста. Він є лідером невеликої групи хлопців з «вагонки», які звуть себе «вовками», що протистоять різним групам неформалів: нацистам, хіпі, металістам, а також просто багатим «мажорам» з міста. Арлекіно не в захваті від такого життя, але він розуміє, що іншого життя у нього бути не може. Його дівчина Олена (Світлана Копилова), в яку він по-справжньому був закоханий, йде від нього до забезпеченого, молодого мажора Інтера (Ігор Кєчаєв). Однак любить вона тільки Арлекіно і пізніше повертається до нього. Ображений таким чином Інтер вирішує розібратися з Арлекіно. Він з групою інших мажорів відвозить Олену і Арлекіно за місто і там гвалтує Олену на очах у Арлекіно.

## У ролях
- Олег Фомін —  «Арлекіно» (Андрій Савичев)
- Світлана Копилова —  Олена, дівчина «Арлекіно»
- Людмила Гаврилова —  мати «Арлекіно»
- Володимир Пожидаєв —  Степан, сусід
- Станіслав Пшевлоцький —  «Стась», бездомний поет
- Ігор Кєчаєв — «Інтер», голова мажорів
- Ігор Сорокін —  «Чиж»
- Віктор Хозяїнов —  «Панцир»
- Василь Домрачов —  Упирьов («Упир»)
- Михайло Нікітін —  приятель «Арлекіно»
- Тетяна Титова —  Валентина
- Валентин Пєчніков —  Микола Степанович, капітан міліції, дільничний
- Антоніна Бендова —  сусідка
- Олександр Воробйов —  «Лисий»
- Олег Федоров —  сердитий чоловік
- Валерія Устинова —  мажор

## Знімальна група
- Автори сценарію — Валерій Рибарєв
- Режисер-постановник — Валерій Рибарєв
- Оператор-постановник — Фелікс Кучар
- Художник-постановник — Євген Ігнатьєв
- Композитор — Марат Камілов